# Ivindo (fiume)
Il fiume Ivindo è il più importante affluente dell'Ogooué e scorre in Gabon.

## Corso
Va dal nord-est del Gabon al sud-ovest, sfociando infine nel fiume Ogooué. Attraversa alcune delle foreste pluviali più selvagge e attraenti dell'Africa. Il tratto superiore del fiume drena il dolce altopiano del Gabon orientale. Sotto la città di Makokou, l'unica città significativa sul fiume, scende dall'altopiano in una serie di spettacolari cascate e gole.

## Affluenti
- Djoua, che è anche un confine naturale tra Gabon e Repubblica del Congo
- Djadie, scritto anche Zadia, che scorre attraverso Mékambo
- Liboumba, il cui principale affluente è il fiume Lodié
- Mvoung, che scorre attraverso Ovan e il principale affluente è il fiume Kuye
- Oua
- Bouinandjé
- Karangoua

## Esplorazione
L'Ivindo, sotto Makokou, è stato attraversato per la prima volta da una spedizione nel 1998, costituita da un gruppo di Jackson Hole, Wyoming, composto da Chris Guier, Bruce Hayse, Louise Lasley, Marilyn Olsen, Rick Sievers e Howie Wolke. Il gruppo ha incontrato quattro cascate importanti: Kongue, Mingouli, Tsengue Leledei e una cascata senza nome e non descritta tra Mingouli e Tsengue Leledei. 
La ferrovia Trans-Gabon ha due ponti sulla confluenza tra i fiumi Ivindo e Ogowe.
Gran parte dell'area intorno all'Ivindo ha ricevuto lo status di Parco Nazionale.